# ラリー・サンダース (バスケットボール)
ラリー・サンダース（英: Larry Sanders、1988年11月21日 - ）は、アメリカ合衆国フロリダ州出身の元バスケットボール選手。NBAのミルウォーキー・バックスなどに所属していた。ポジションはセンター、パワーフォワード。

## 来歴

### 学生時代
ポート・セントルーシー高校でバスケットボールを始め、バージニア・コモンウェルス大学時代にはエリック・メイナーとともに主力として活躍し、2009年にはNCAA男子バスケットボールトーナメントの進出に貢献した。

### NBA

#### ミルウォーキー・バックス
2010年のNBAドラフトで、ミルウォーキー・バックスから全体15位指名を受け入団。
バックスには5シーズン在籍し、233試合に出場（先発113試合）、平均19.8分間のプレイで6.5得点、5.8リバウンド、1.84ブロックを記録した。しかし、2013年夏に大型契約を結ぶも、以降は素行不良が相次ぎ、2015年2月に双方合意の元で契約を解消、以降はバスケットボールから離れた生活を送っていた。

#### クリーブランド・キャバリアーズ
バックスを退団後どのチームにも属さなかったが、2017年1月にはNBAで再度プレーしたい意向を表明した。2017年3月13日、クリーブランド・キャバリアーズが負傷したアンドリュー・ボーガットの代役としてサンダースと契約を結んだことを発表した。しかし、2年間のブランクを取り戻すことは出来ず、傘下のカントン・チャージ行きを命じられるなど、コンディション不足で戦力になれず、4月11日に解雇された。